# Pierre-Paul Durastanti
Pierre-Paul Durastanti, né le 20 juillet 1963 à Nîmes, est un écrivain, nouvelliste, anthologiste, traducteur et critique littéraire français, spécialisé dans le domaine de la science-fiction et de la fantasy.

## Biographie
Pierre-Paul Durastanti a obtenu le grand prix de l'Imaginaire 2003 en tant que traducteur du roman L'I.A. et son double (Evolution's Darling, 1999) de Scott Westerfeld.

## Publications

### Nouvelles
- La Ménagère et le Dépanneur (avec Michel Jeury), 1984.
- Fête galante (avec Noé Gaillard), 1992.
- La Fille qui souriait en regardant la mer, 2006.

### Critiques
Pierre-Paul Durastanti a publié environ 80 critiques.

### Préfaces, postfaces et commentaires
Pierre-Paul Durastanti est l'auteur d'une centaine de préfaces, avant-propos, postfaces et commentaires sur diverses œuvres.

### Interviews
- « Je crois être quelqu'un de très normal… », interview de Mike Resnick, 1998.
- « Asimov's, la S-F et le reste… », interview de Gardner R. Dozois, 2000.
- « An Interview with Gardner Dozois », interview de Gardner R. Dozois en langue anglaise, 2018.